# Thành phố cấp huyện (Trung Hoa Dân Quốc)
Thành phố cấp huyện hay đơn giản là thành phố, trước đây được gọi là thành phố trực thuộc tỉnh, là một đơn vị hành chính trong hệ thống phân cấp hành chính của Trung Hoa Dân Quốc (Đài Loan). Chúng được phân cấp hành chính và trao quyền tự trị ở các mức độ khác nhau trong từng thời kỳ lịch sử. Pháp luật hiện hành của Trung Hoa Dân Quốc coi thuật ngữ "thành phố" là để chỉ thành phố cùng cấp với huyện. Cụ thể, hệ thống thành phố được chia thành các cấp sau, tất cả đều là cơ quan tự trị địa phương:
- Thành phố trực thuộc trung ương: trực thuộc Hành chính viện, cùng cấp với tỉnh.
- Thành phố: thuộc về khu vực hành chính của tỉnh, từng được gọi là "thành phố trực thuộc tỉnh", cùng cấp với huyện; sau khi cấp tỉnh bị bãi bỏ trên thực tế, thì thành phố cấp huyện là do chính phủ trung ương quản lý.
- Thành phố trực thuộc huyện: do huyện quản lý, cùng cấp với hương, trấn.

Các thành phố trực thuộc tỉnh trước đây thuộc quyền quản lý của tỉnh, nhưng vào năm 1998 đã diễn ra một cuộc cải cách hành chính, theo đó những tỉnh này bị tinh giản và thu gọn thành các cơ quan không tự trị. Đến năm 2018, tất cả các cơ quan chính quyền cấp tỉnh đã chính thức bị bãi bỏ. Hiện tại, thành phố cấp huyện cùng với các huyện ở Đài Loan được xem là những loại đơn vị hành chính chủ chốt trên thực tế của họ, do Hành chính viện quản lý.

## Lịch sử
Cấp hành chính đầu tiên mang danh "thành phố" được Nhật Bản thành lập vào những năm 1920 khi Đài Loan thuộc Nhật. Lúc này, các thành phố đang dưới sự quản lý của các tỉnh. Sau Chiến tranh thế giới thứ hai, 9 trong số 11 thành phố do Nhật lập trước đây đã được cải tổ thành các thành phố trực thuộc tỉnh. Tên phiên âm Latinh được sửa lại nhằm phản ánh sự chuyển đổi ngôn ngữ chính thức từ tiếng Nhật sang tiếng Quan thoại Đài Loan, nhưng Hán tự thì vẫn giữ nguyên.
| Hán tự | Tiếng Nhật (trước 1945) | Tiếng Hoa (sau 1945) | Hán-Việt   |      | Hán tự | Tiếng Nhật (trước 1945) | Tiếng Hoa (sau 1945) | Hán-Việt |
| ------ | ----------------------- | -------------------- | ---------- | ---- | ------ | ----------------------- | -------------------- | -------- |
| 臺北   | Taihoku                 | Taipei               | Đài Bắc    | 嘉義 | Kagi   | Chiayi                  | Gia Nghĩa            |          |
| 基隆   | Kīrun                   | Keelung              | Cơ Long    | 臺南 | Tainan | Tainan                  | Đài Nam              |          |
| 新竹   | Shinchiku               | Hsinchu              | Tân Trúc   | 高雄 | Takao  | Kaohsiung               | Cao Hùng             |          |
| 臺中   | Taichū                  | Taichung             | Đài Trung  | 屏東 | Heitō  | Pingtung                | Bình Đông            |          |
| 彰化   | Shōka                   | Changhua             | Chương Hóa |      |        |                         |                      |          |

Việc cải cách này căn cứ Luật Tổ chức Thành phố (市組織法) của Trung Hoa Dân Quốc, vốn được thông qua lần đầu từ hồi đầu thế kỷ 20. Tiêu chí để trở thành một thành phố trực thuộc tỉnh bao gồm: là thủ phủ tỉnh cũng như có dân số trên 200.000 người, hoặc trên 100.000 người nếu thành phố đó có ý nghĩa đặc biệt về mặt chính trị, kinh tế và văn hóa. Cải cách phân chia vào năm 1945 có sự thỏa hiệp giữa các hệ thống của Nhật lẫn Trung Quốc; một số thành phố có dân số không đạt tiêu chí vẫn được thiết lập thành thành phố trực thuộc tỉnh.
Sau khi Chính phủ Trung Hoa Dân Quốc dời sang Đài Bắc, tỉnh Đài Loan vào năm 1949, tiêu chí dân số cho các thành phố trực thuộc tỉnh đã được nâng lên 500.000 người, ghi cụ thể trong Hướng dẫn về việc thực hiện tự trị địa phương ở các huyện và thành phố của tỉnh Đài Loan (臺灣省各縣市實施地方自治綱要), được thông qua vào năm 1981. Sau đó, tiêu chí dân số còn được nâng lên thành 600.000 người. Kể từ khi cải cách tỉnh thành vào năm 1998, các thành phố trực thuộc tỉnh đều trực tiếp phụ thuộc Hành chính viện Trung Hoa Dân Quốc, đơn giản chỉ còn được gọi là ngắn gọn là thành phố.
Cộng hòa Nhân dân Trung Hoa (quen gọi là Trung Quốc) thì coi Đài Loan là một tỉnh của họ, vì thế cũng coi tất cả thành phố trực thuộc tỉnh Đài Loan là thành phố cấp huyện.
| Thời điểm                                                                      | Bổ sung                                                                                    | Loại ra                                   | Số lượng | Miêu tả                                                                                       |
| ------------------------------------------------------------------------------ | ------------------------------------------------------------------------------------------ | ----------------------------------------- | -------- | --------------------------------------------------------------------------------------------- |
| 10/1945                                                                        | Chương Hóa, Gia Nghĩa, Tân Trúc, Cao Hùng, Cơ Long, Bình Đông, Đài Trung, Đài Nam, Đài Bắc |                                           | 9        | Được sắp xếp lại từ các thành phố thuộc tỉnh do Nhật Bản lập ra dưới thời Đài Loan thuộc Nhật |
| 16/08/1950                                                                     |                                                                                            | Thành phố Gia Nghĩa                       | 8        | Nhập với huyện Gia Nghĩa và trở thành thành phố thuộc huyện                                   |
| 01/12/1951                                                                     |                                                                                            | Thành phố Chương Hóa, Tân Trúc, Bình Đông | 5        | Bị giáng cấp thành thành phố thuộc huyện                                                      |
| 01/07/1967                                                                     |                                                                                            | Thành phố Đài Bắc                         | 4        | Được nâng lên thành phố trực thuộc trung ương                                                 |
| 01/07/1979                                                                     |                                                                                            | Thành phố Cao Hùng                        | 3        | Được nâng lên thành phố trực thuộc trung ương                                                 |
| 01/07/1982                                                                     | Thành phố Gia Nghĩa, Tân Trúc                                                              |                                           | 5        | Được nâng lên thành phố trực thuộc tỉnh từ cấp thành phố thuộc huyện                          |
| 25/12/2010                                                                     |                                                                                            | Thành phố Đài Trung, Đài Nam              | 3        | Nhập với huyện Đài Trung và huyện Đài Nam, và được nâng lên thành phố trực thuộc trung ương   |
| Các thành phố hiện nay: Thành phố Gia Nghĩa, Tân Trúc, Cơ Long (tổng cộng: 3). |                                                                                            |                                           |          |                                                                                               |

## Các thành phố hiện nay
Hiện nay, Luật tổ chức chính quyền địa phương do Bộ Nội chính Trung Hoa Dân Quốc ban hành quy định rằng để được lập thành một thành phố thì thực thể đó phải có dân số từ 500.000 đến 1.250.000 người, phải có vai trò lớn về chính trị, kinh tế và văn hóa. Ba thành phố hiện nay đều không đạt tiêu chí về dân số. Bản chất các thành phố này là do lịch sử để lại.
| Tên                 | Chữ Hán | Bính âm Hán ngữ | Wade-Giles | Bính âm Thông dụng | Tiếng Mân Tuyền Chương Phiên âm Bạch thoại | Tiếng Khách Gia Pha̍k-fa-sṳ | Diện tích  | Trụ sở thành phố đóng tại | Trụ sở thành phố đóng tại | Thời điểm thành lập |
| ------------------- | ------- | --------------- | ---------- | ------------------ | ------------------------------------------ | -------------------------- | ---------- | ------------------------- | ------------------------- | ------------------- |
| Thành phố Gia Nghĩa | 嘉義市  | Jiāyì           | Chia¹-i⁴   | Jiayì              | Ka-gī                                      | Kâ-ngi                     | 60.03 km2  | Quận Đông                 | 東區                      | 01/07/1982          |
| Thành phố Tân Trúc  | 新竹市  | Xīnzhú          | Hsin¹-chu² | Sinjhú             | Sin-tek                                    | Sîn-chuk                   | 104.10 km2 | Quận Bắc                  | 北區                      | 01/07/1982          |
| Thành phố Cơ Long   | 基隆市  | Jīlóng          | Chi¹-lung² | Jilóng             | Ke-lâng                                    | Kî-lùng                    | 132.76 km2 | Quận Trung Chính          | 中正區                    | 25/10/1945          |